# Erica Grupe-Lörcher
Erica Grupe-Lörcher (* 12. Februar 1875 in Manila; † 26. Juni 1960 in Wiesbaden, Geburtsname Erica Grupe) war eine deutsche Schriftstellerin.

## Leben
Erica Grupe war die Tochter des deutschen Professors Grupe, des Leiters der staatlichen Apotheke in Manila. Sie verbrachte ihre ersten zehn Lebensjahre auf den Philippinen. 1885 kehrte die Familie nach Deutschland zurück, wo der Vater eine Stelle als Museumsdirektor in Lübeck übernahm. Sie unternahm in ihrer Jugend mehrere längere Reisen, die sie u. a. nach Belgien und Südfrankreich führten. 1897 heiratete sie in Straßburg den Journalisten und Schriftsteller Ulrich Lörcher; 1899 zog das Ehepaar um nach Colmar. Grupe-Lörcher schrieb Beiträge für das Feuilleton des von ihrem Ehemann geleiteten "Straßburger Tageblatts". Daneben begann sie, literarische Texte zu veröffentlichen. Später war Grupe-Lörcher als Pressereferentin in Wiesbaden tätig.
Erica Grupe-Lörchers umfangreiches literarisches Werk, das vorwiegend der Unterhaltungsliteratur zuzurechnen ist, besteht aus Romanen, Erzählungen, Kinderbüchern  und Theaterstücken.

## Werke (Auswahl)
- Die Christrose, Berlin 1895 (unter dem Namen Erik Grube)
- Nina, das Negerkind, Berlin 1896 (unter dem Namen Erik Grube)
- Prinzessin Flunkerli, Originalmärchen in 5 Bildern. Musik von Marie-Joseph Erb, Strassburg 1903
- Prinzessin Herzlieb, Weihnachtsmärchen in 6 Bildern. Musik von Jacob Wolf, Strassburg 1907
- Auf heißem Boden. Ein Roman aus den Philippinen, Berlin 1911
- Der Muck, Ein Weihnachtsmärchen für die Bühne, Leipzig 1920; Theaterfassung der Geschichte vom kleinen Muck, Wilhelm Hauff[1], Uraufführung am 11. Dezember 1920 am Nationaltheater Mannheim
- Liebe unter Lübecks Türmen, Bremen 1938
- Fern von der Heimat kam die Liebe, Wien 1939
- Rätsel um die Geliebte, Wien 1940
- Dein Kind hat mich zu dir geführt, Wien 1940
- Es begann in Paris, Wien 1941
- Durfte er sich in seine Braut verlieben?, Wien 1941
- Ich liebe das Leben, Wuppertal 1949
- 4000 Inseln im Ozean. Die Philippinen das Land der Zukunft, Kassel 1949
- Draussen am Wall von Sevilla, Hannover 1950
- Ehrlich währt am längsten, Hamburg-Wandsbek 1950
- Sylvias Ehe. Frauenroman., Liebel, Nürnberg 1951
- Erkämpftes Glück, Kelter, Hamburg-Wandsbek 1958
- Gib acht, Elvera! Eine Erzählung., Klein, Lengerich/Westf. 1959
- Dir will ich gehören, Hamburg-Wandsbek 1960